# Raffaella Aleotti
Raffaella Aleotti (Ferrara, antes del 22 de septiembre de 1575 – después de 1640) fue una compositora, organista y monja cristiana italiana.

## Biografía
Raffaella Aleotti era hija del arquitecto de Ferrara Giovan Battista Aleotti y de su mujer Giulia. Raffaella fue bautizada el 22 de septiembre de 1575 en la iglesia de Santa María en Vado de Ferrara, por lo cual se supone que nació antes de esa fecha. Empezó a estudiar música a una edad muy temprana, probablemente con Alessandro Milleville y con Ercole Pasquini. Después entró en el convento de Santo Vito de Ferrara, conocido por la excelencia de la música que allí se practicaba. Alguna información sobre la familia de origen de Aleotti se puede encontrar a la dedicatoria que escribió su padre, Giovan Battista, en el libro de madrigales de Vittoria Aleotti.
Esta Vittoria fue previamente considerada una de las hermanas más jóvenes de Rafaella, pero un grupo de estudiosos ha planteado la hipótesis de que Raffaella y Vittoria eran en realidad la misma persona (que habría cambiado su nombre al tomar los hábitos), puesto que en el convento de Santo Vito no hay documentos relativos a Vittoria mientras que se menciona claramente a Raffaella, abadesa del convento. Incluso el testamento de su padre de 1631 nombra solo Raffaella y no a Vittoria; aun así, estas suposiciones no se han confirmado definitivamente.
Raffaella fue conocida como una organista extraordinaria, pero sobre todo fue la primera mujer que publicó composiciones de música sacra. De hecho, en 1593 se imprimieron en Venecia sus Sacrae cantiones quinque, septem, octo, & decem vocibus decantande ... liber primus de la editorial Ricciardo Amadino, dedicadas –como los madrigales de Vittoria que salieron el mismo año– a Ippolito Bentivoglio.
El historiador y escritor del siglo XVII Marco Antonio Guarini escribió sobre ella: «Raffaella Aleotti, conocida como la Argenta, no tiene parangón en el órgano, es muy aficionada a la música y de ella se han publicado varios motetes y muchos madrigales muy apreciados». Incluso esta última afirmación parece avalar la tesis de la identidad de Raffaella / Vittoria.
En 1637, Giovanni Battista Chinelli, conocido como el Occhialino, le dedicó el primer libro de motetes a una sola voz. El padre Lorenzo Agnelli le dedicó el segundo libro de motetes de 1638, haciendo un homenaje al compositor y «organista más alegre», las armonías «muy dulces» de las cuales están «hechos al órgano para animar el coro».
Se conocen otros tres motetes de Raffaella Aleotti: Angelus ad pastoras ait; Ascendens Christus in altum; Facta este cum Angelo .
A propósito de la muerte de la compositora, Suzanne G. Cusick afirma que su nombre se menciona por última vez en un documento de Santo Vito del 2 de agosto de 1640, a pesar de que, según Gasparo Sardi, todavía estaba viva en 1646.